# ニャンザ (ルワンダ)
ニャンザ（Nyanza）はルワンダの町である。南部州の州都である。人口は25,417人（2012年国勢調査）。

## 地理
キガリの南100km、ブタレの北30kmに位置する。

## 歴史
1958年から1962年までルワンダ王国の首都であった。